# Aldebert Ier de La Marche
Pour les articles homonymes, voir Aldebert.
Aldebert (ou Adalbert) Ier est un des quatre comtes de la Marche portant le nom Aldebert, et qui tous vécurent du Xe au XIe siècle.

## Biographie
Il s'empara de Poitiers et de Tours, vers 990.
Il est tué d'une flèche en 997 lors du siège de Gençay, et inhumé à Charroux.
Le chroniqueur du Moyen Âge Adémar de Chabannes rapporte cet échange entre le roi Hugues Capet et Aldebert Ier : lorsque ce dernier refuse de lever le siège de Tours, le roi le rappelle à l'ordre en lui demandant « Qui t'a fait comte ? », Aldebert répond alors avec insolence « Qui t'a fait roi ? »,. Ce dialogue célèbre n'a cependant jamais eu lieu.